# Micrandra
Micrandra é um género botânico pertencente à família Euphorbiaceae.

## Sinonímia
- Clusiophyllum Müll.Arg.
- Pogonophyllum Didr.

## Espécies
Composto por vinte espécies:
| - Micrandra australis - Micrandra bracteosa - Micrandra brownsbergensis - Micrandra crassipes - Micrandra cunuri - Micrandra elata - Micrandra glabra | - Micrandra glaziovii - Micrandra gleasoniana - Micrandra heterophylla - Micrandra lopezii - Micrandra major - Micrandra minor - Micrandra rossiana | - Micrandra santanderensis - Micrandra scleroxylon - Micrandra siphonioides - Micrandra spruceana - Micrandra sprucei - Micrandra ternata |

## Nome e referências
Micrandra Benth.